# 강진중학교
강진중학교(康津中學校)는 대한민국 전라남도 강진군 강진읍 동성리에 있는 공립 중학교이다.

## 학교 연혁
- 1951년 9월 20일 : 강진농림중학교를 강진농업고등학교와 강진중학교로 개칭
- 1978년 9월 1일 : 강진농업고등학교에서 현 장소로 교실 9실로 신축 이전
- 1996년 12월 30일 : 강진중학교 『까치축구단』 창단
- 1997년 2월 10일 : 다목적 교실 및 강당 신축 (가사실, 음악실, 도서실)
- 1998년 5월 15일 : 체육관 <탐진관> 준공
- 2001년 9월 28일 : 학교급식소 〈우정의 집〉 준공 및 급식 실시
- 2023년 3월 1일 : 제17대 신윤희 교장 취임
- 2025년 1월 10일 : 제74회 졸업생 68명 졸업(졸업생 16,369명)

## 참고 자료
- 강진중학교 - 한국교육학술정보원 학교알리미